# 年忘れ那珂川花火大会
年忘れ那珂川花火大会（としわすれなかがわはなびたいかい）は、毎年大晦日に茨城県水戸市の那珂川河川敷で開催される花火大会である。

## 概要
1年の最後の花火大会ということで、過ぎ去った1年と来年にかける思いを花火を通して分かち合おうという意味合いをこめている。
開催日は毎年12月31日、17:30～18:15で、水戸市文京2丁目のちとせ市民運動場で開催される。

## 歴史
- 1993年に第1回大会を開催。
- 2009年世界的な不況を理由に、この年の花火大会を休止。翌2010年も、同様の理由で開催休止となった。

## アクセス
JR常磐線水戸駅から離れているため、水戸駅北口から茨城交通バスで、「栄町経由茨大」行きに乗車。
「袴塚2丁目」下車徒歩10分。